# 山田健三 (陸軍軍人)
山田 健三（やまだ けんぞう、1882年〈明治15年〉7月28日 - 1937年〈昭和12年〉8月14日）は、大日本帝国の陸軍軍人（陸軍中将）。位階および勲等、軍功は、従三位・勲二等・功四級。

## 生涯
新潟県中蒲原郡満日村満願寺（後に新津市、現在は新潟市秋葉区）に於いて、山田豊・美乃の長男として生まれる。新潟中学校（現在の新潟高校）から陸軍士官学校、陸軍大学校に進む。
1904年（明治37年）2月、新発田歩兵第16連隊付小隊長（陸軍少尉）となり、日露戦争に従軍。軍功を挙げ、尉官としては最高の功四級並びに特別感謝状が授けられた。陸軍大尉となると、1905年から陸軍参謀本部員として中華民国大使館付武官を務めた。1918年（大正7年）、陸軍大学校を上位の成績で卒業。1919年からはアメリカ大使館付武官、1921年にはメキシコ大使館付武官、1924年から朝鮮羅南第19師団参謀を務める。1927年（昭和2年）7月、陸軍大佐に進級し、大阪歩兵第8連隊の連隊長となる。満州事変が勃発するや、徳島歩兵旅団長として満州に従軍、陸軍少将となる。1934年に陸軍中将に進級すると、宇都宮第14師団司令部付となり、1937年年3月に予備役となる。病に伏せがちとなり、同年4月には特旨により従三位勲二等旭日章並びに同瑞宝章が下賜され、同年8月14日、薨去。享年56。

## 人物
郷土である満願寺を愛し、神を敬い、同地の神明宮に石造の大鳥居を寄進した。山田は村の憧れの的であったため、多くの青年が軍人になることを志望した。